# Hönseri
Hönseri, även kallad hönshus, anläggning för storskalig produktion av kycklingkött och ägg.